# Lê Thị Kiều Nhi
Lê Thị Kiều Nhi (sinh năm 1982), là một nhà sản xuất phim Việt Nam. Nhà sản xuất Lê Thị Kiều Nhi xuất thân là con nhà nông ở Tân Thạnh, Long An. Với niềm đam mê dành cho môn Nghệ thuật thứ 7 nên khi tốt nghiệp phổ thông chị đã lên TP.HCM để thi vào Trường Đại học Sân khấu – Điện ảnh Thành phố Hồ Chí Minh. Năm 2006, Kiều Nhi tốt nghiệp khoa chính quy ngành Đạo diễn điện ảnh trường ĐH Sân khấu Điện ảnh TP.HCM, nhưng sau đó lại rẽ hướng sang sản xuất, đảm nhận vai trò sản xuất ở nhiều công ty truyền thông lớn trong nước như Chu Thị, HK Film, Galaxy, Smart Media, TV Plus, HTV2, HTV3,...
Tại Liên hoan phim Việt Nam lần thứ 23: Hướng tới xây dựng nền công nghiệp điện ảnh giàu bản sắc dân tộc, hiện đại và nhân văn  trong đó hướng đến việc xây dựng phim trường chuyên nghiệp ở Việt Nam, Nhà sản xuất Lê Thị Kiều Nhi đã có nhiều chia sẽ kinh nghiệm về mô hình phim trường ở Việt Nam 

## Danh sách phim
| Năm  | Phim                    | Vai trò             | Đơn vị sản xuất                 | Giải thưởng |
| ---- | ----------------------- | ------------------- | ------------------------------- | --- |
| 2008 | Nghề Lạ                 | Đạo diễn & Sản xuất | Sài Gòn Media                   | Được đề cử Đạo diễn xuất sắc tại Vesoul International Film Festival of Asian Cinema |
| 2013 | Tiệm bánh hoàng tử bé   | Sản xuất            | Smart Media HK Film             | |
| 2014 | Tiệm bánh hoàng tử bé 2 | Sản xuất            | Smart Media HK Film             | |
| 2017 | Mỹ Nhân Vào Bếp         | Sản xuất            | Tan Hiep Phat Inspirato YA Film | |
| 2018 | Bí mật quý ông          | Giám đốc sản xuất   | Hải Nam Media YA Film           | |
| 2019 | Thế là tết              | Giám đốc sản xuất   | AMC-SCTV2 YA Film               | |
| 2019 | Bệnh viện Thần Ái       | Giám đốc sản xuất   | YA Film Nam Việt                | Phim Bệnh viện thần ái nhận được 04 đề cử tại Giải thưởng Ngôi Sao Xanh 2020 - Phim xuất sắc nhất: công ty YA Film (dành cho Nhà sản xuất phim) - Nữ diễn viên chính xuất sắc nhất vai Minh San diễn viên Thuý Ngân - Nam diễn viên chính xuất sắc nhất diễn viên Xuân Nghị (vai Bác sĩ Dũng) - Nam diễn viên chính xuất sắc nhất diễn viên Quang Trung (vai Bảo Bảo) |
| 2020 | Đường về có nhau        | Giám đốc sản xuất   | Stella YA Film                  | |
| 2020 | Idol Tỷ Phú             | Giám đốc sản xuất   | Pops                            | |
| 2020 | Cô nàng lấp lánh        | Giám đốc sản xuất   | Galaxy Play & YA Film           | |